# Македонська телерадіокомпанія

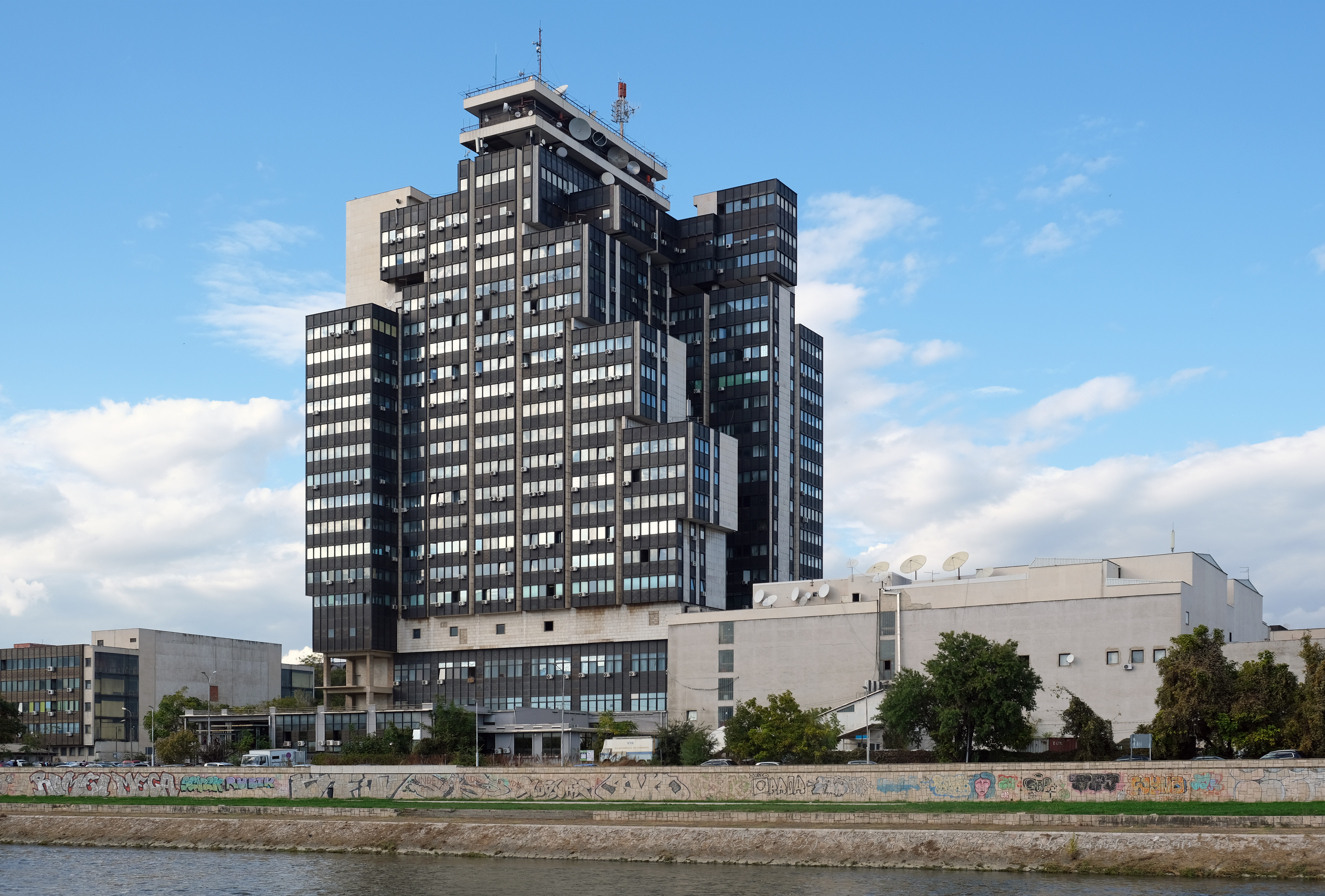
Будівля Центру МРТ

Македонська телерадіокомпанія (MRT — макед. Македонска Радио Телевизија) — македонської телерадіокомпанія, член Європейської мовної спілки. У своєму нинішньому вигляді існує з 1993, але традиція державних ЗМІ в Македонії сходить років 1944 (радіо) та 1964 (TV). Центр МРТ заввишки 70 метрів, в якій зосереджені основні служби компанії, розташована в Скоп'є, є найвищою будівлею в Македонії.

## Радіо
MRT має частоти, що забезпечують наземне радіомовлення двох каналів. Один канал MR1. Другий розділений між трьома станціями: M2 (6:00 — 22:00), MR3 (22:00 — 02:00) та RSS 103 (02:00 — 06:00). Існує також супутникове радіо Македонії, адресоване зарубіжної аудиторії та представників національних меншин, що проживають в Македонії (частина програми виходить в ефір на їх мові).

## Телебачення
МРТ має три телевізійні канали, орієнтовані на македонський ринок. Канал MRT1 віщає македонською мовою, а канал MRT2 передач мовами національних меншин: албанською, турецькою, сербською, циганською, боснійською та арумунською. Третій канал є парламентським каналом. Крім того, компанія має супутниковий канал для македонської діаспори, ефір якого 5 годин на день заповнюється програмами власного виробництва, решта часу — програмами національного каналів.